# Diphascon pingue
Diphascon pingue är en djurart som tillhör fylumet trögkrypare, och som först beskrevs av Ernst Marcus 1936.  Diphascon pingue ingår i släktet Diphascon och familjen Hypsibiidae.

## Underarter
Arten delas in i följande underarter:
- D. p. pingue
- D. p. brunsvicense